# Moto Club Moianès
El Moto Club Moianès és una entitat esportiva catalana dedicada al motociclisme que fou fundada a Moià el 1971. Es dedica sobretot a l'organització de proves esportives de fora d'asfalt. Entre el 1972 i el 2011 organitzà anualment les 24 Hores de Moià de resistència TT.